# Fuentes de Jiloca (kommunhuvudort)
Fuentes de Jiloca är en kommunhuvudort i Spanien.   Den ligger i provinsen Provincia de Zaragoza och regionen Aragonien, i den nordöstra delen av landet, 200 km öster om huvudstaden Madrid. Fuentes de Jiloca ligger 693 meter över havet och antalet invånare är 300.
Terrängen runt Fuentes de Jiloca är huvudsakligen kuperad, men österut är den platt. Fuentes de Jiloca ligger nere i en dal. Runt Fuentes de Jiloca är det ganska glesbefolkat, med 23 invånare per kvadratkilometer. Närmaste större samhälle är Calatayud, 16,5 km nordväst om Fuentes de Jiloca. Omgivningarna runt Fuentes de Jiloca är i huvudsak ett öppet busklandskap.